# Paul Rosié

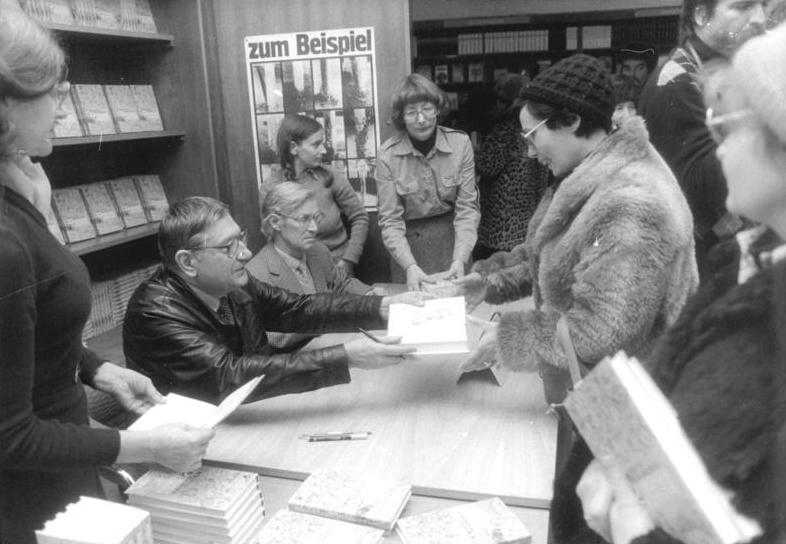
2. von links: Paul Rosié

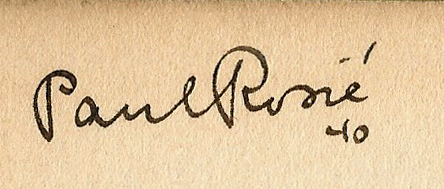
Signatur Paul Rosiés

Paul Rosié (* 23. Oktober 1910 in Berlin; † 1. November 1984 in Berlin) war ein deutscher Grafiker, Karikaturist, Plakatkünstler, Buchillustrator und Schriftsteller.
Nach einer kaufmännischen Lehre (1927–1930) schlug er sich mit Gelegenheitsarbeiten durch als Laufbursche, Hausdiener, Lohnbuchhalter, Theaterstatist und Schnellzeichner. Von 1936 bis 1939 studierte er an der Meisterschule für Grafik und Buchgewerbe in Berlin u. a. bei Otto Arpke, Edmund Schaefer, Ulli Huber und Johannes Boehland. In den Jahren 1939 bis 1945 war er Soldat und Kriegsgefangener. Ab 1945 arbeitete er freischaffend in Berlin.
Von 1955 bis 1980 war er Lehrbeauftragter an der Kunsthochschule Weißensee. Ab 1975 war er Honorarprofessor. Vorbilder Rosiés waren Olaf Gulbransson und Karl Arnold. Seine Kunst steht in der Tradition der Berliner Zeichner Franz Burchard Dörbeck, Theodor Hosemann, Adolf Menzel, Georg Scholz, Paul Simmel, Walter Trier und Heinrich Zille.
Rosié war Mitglied des Verbands Bildender Künstler der DDR (VBK) und hatte in der DDR eine große Anzahl von Einzelausstellungen und Ausstellungsbeteiligungen. 1954 präsentierte die renommierte Galerie Henning in Halle/Saale Zeichnungen in einer Einzelausstellung. In den Jahren 1958/1959, 1967/1968, 1972/1973, 1977/1978 und 1987/1988 war Rosié auf den Deutschen Kunstausstellungen bzw. Kunstausstellungen der DDR in Dresden vertreten.
1978 wurde ihm der Vaterländische Verdienstorden in Bronze verliehen. 1981 erhielt er die Otto-Nagel-Medaille des Bezirksverbands Berlin des VBK.
Paul Rosié war Vater von zwei Söhnen und einer Tochter.
Seine letzte Ruhestätte fand er auf dem Friedhof Pankow III in Berlin.